# Park Sung-Woo
Park Sung-Woo (en coreano: 박성우; 22 de agosto de 1971) es un deportista surcoreano que compitió en bádminton. Ganó una medalla de plata en el Campeonato Mundial de Bádminton de 1995 en la prueba individual.

## Palmarés internacional
| Campeonato Mundial | Campeonato Mundial | Campeonato Mundial | Campeonato Mundial |
| Año                | Lugar              | Medalla            | Prueba             |
| ------------------ | ------------------ | ------------------ | ------------------ |
| 1995               | Lausana (Suiza)    | Medalla de plata   | Individual         |